# Městská autobusová doprava v Istanbulu

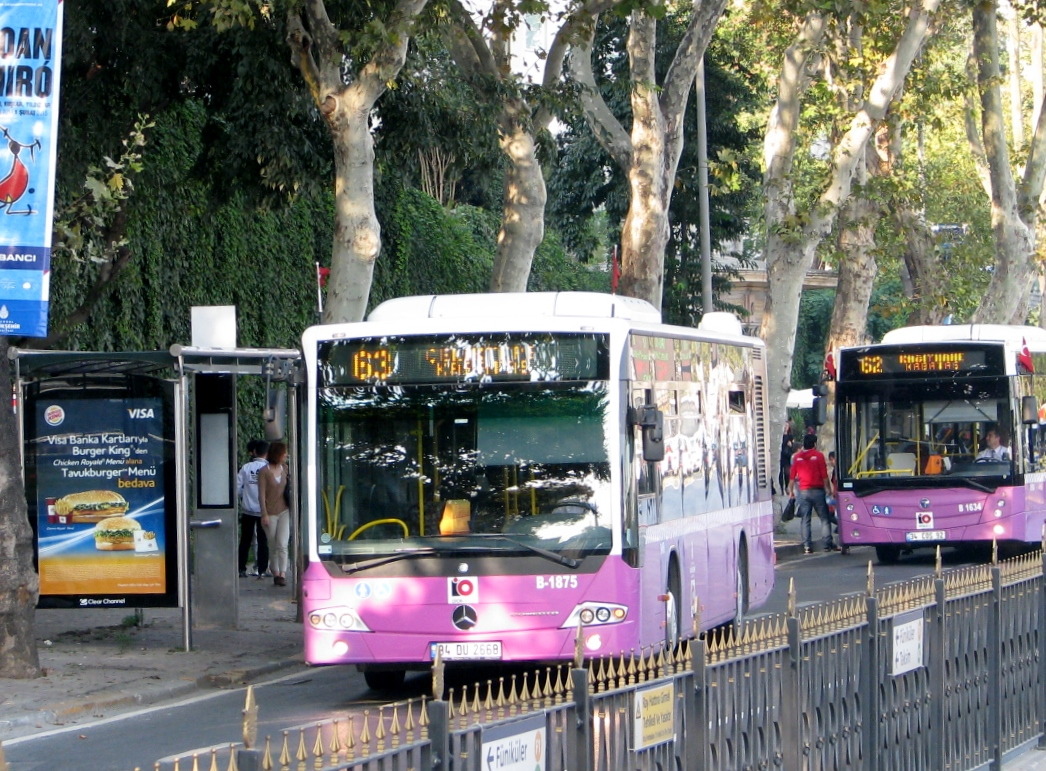
Městské autobusy dopravce İETT v Istanbulu

Turecké velkoměsto Istanbul provozuje síť veřejné autobusové dopravy. Vzhledem k nízké hustotě ostatních druhů dopravy (síť metra či tramvají nepokrývá území města dostatečně) mají autobusy roli hlavního druhu dopravy ve městě. Provozovatelem sítě je společnost İETT, která patří městu.

## Historie provozu
První vozy vyjely do ulic města v roce 1926, o další dva roky později bylo staré skladiště přebudováno na garáže. Provozována byla pouze jedna linka, na níž byly nasazeny tři vozy. Rozvoj nastal až za druhé světové války, kdy se v Turecku neválčilo. Objednáno bylo 23 autobusů, nakoupeno nakonec bylo ale jen devět z nich. Ve stejném roce bylo zařazeno 25 vyřazených autobusů poháněných plynem ze Švédska. V dubnu roku 1943 byla nakoupena další vozidla, to byly ale hlavně přestavěné nákladní automobily. 17. října 1946 vyslal Istanbul 29 vozidel do hlavního města Ankary, aby nahradily autobusy, které tam zničil požár garáže. 
V 60. letech docházelo k nákupu dalších vozidel, a to od mnoha výrobců. V Istanbulu tak začaly jezdit vozy, které vyrobila Škoda či společnosti Büssing nebo Magirus. Počet vozidel se postupně zvyšoval až na 525, ale ani na tomto čísle se nezastavil. V 70. letech bylo nakoupeno dalších 300 vozů typu Leyland, Mercedes-Benz a Magirus. V dalším desetiletí byly pořizovány dodnes sloužící autobusy značek Ikarus a MAN, v 90. letech byly zakoupeny nízkopodlažní vozy Mercedes-Benz Citaro, počet vozidel překročil již dva a půl tisíce a dosáhl tak současného stavu.

## Vozový park a statistiky
V provozu městského dopravce (turecky Belediye Otobüsü) je 2 571 vozidel od různých výrobců, převažuje maďarský Ikarus (1 404 ks), dále jsou zde německé MANy (767), Mercedesy (354), DAFy (39) a Berkhofy (7). Denně všechna tato vozidla ujedou 448 000 km a jsou nasazena na 468 linkách, kde je 7 889 zastávek. Ročně se přepraví 453 milionů lidí, podíl na celkové dopravě ve městě autobusy tvoří 14,2 %. Barva těchto vozidel je červená nebo zelená.
Kromě veřejných vozidel İETT jsou již od roku 1985 v provozu také i autobusy soukromých dopravců (turecky Özel Halk Otobüsü), ti pod İETT do určité míry spadají (například tito dopravci používají stejný tarif). Těchto vozidel je 1 366, z toho 89 jsou dvoupatrové autobusy. Barva těchto vozidel je převážně oranžová nebo modrá (aby se lišily od autobusů provozovaných İETT).